# Casa Gilardi

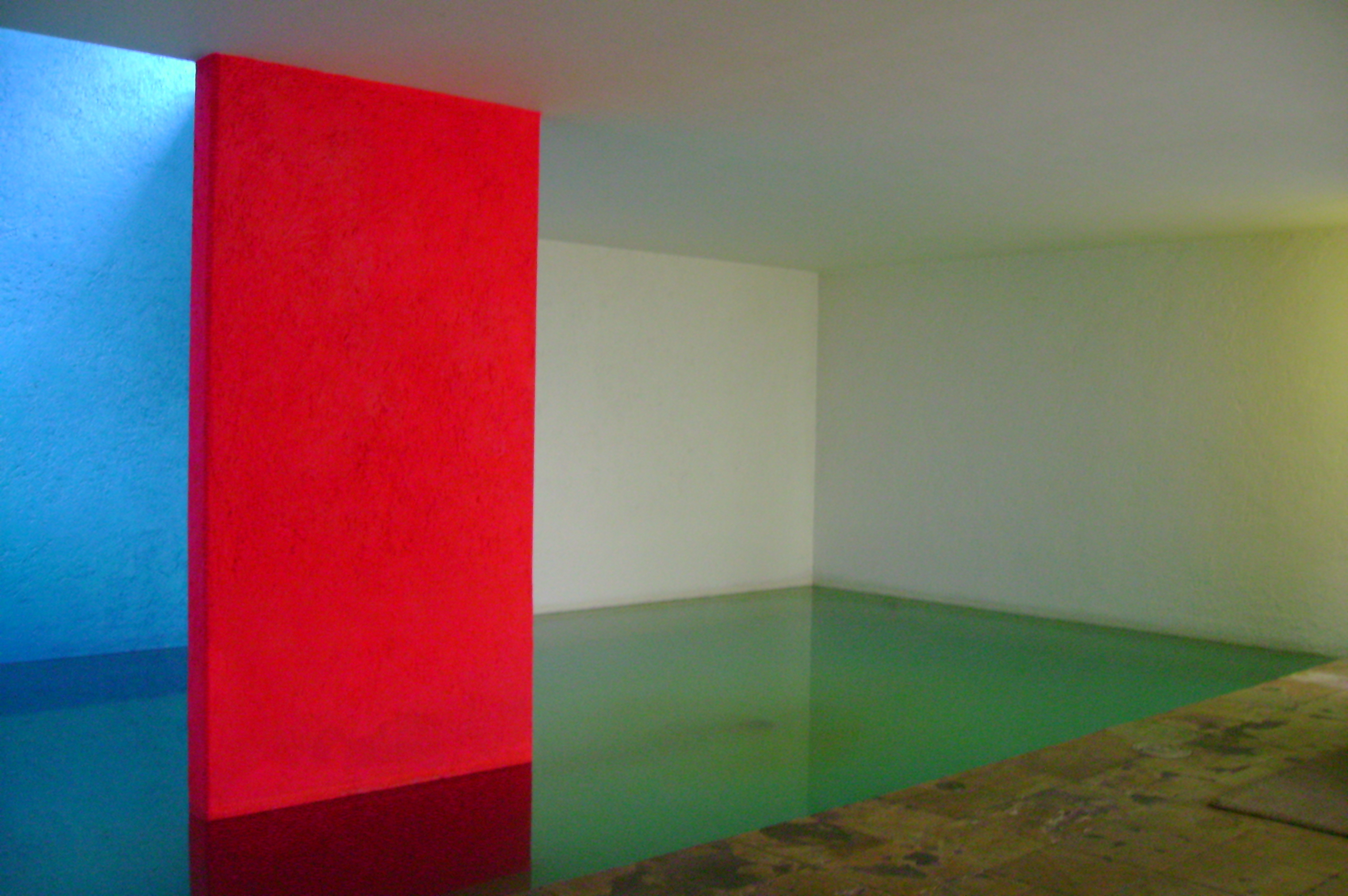
Fuente de la Casa Gilardi (1975–77).

La casa Gilardi es una vivienda unifamiliar edificada para la familia Gilardi, construida y diseñada en 1976 por el arquitecto mexicano Luis Barragán Morfín en la colonia San Miguel Chapultepec de la Ciudad de México. Está considerada una de las principales obras de Barragán, formando así parte de su testamento arquitectónico.

## Descripción
Su característica principal radica no solo en su arquitectura sino en los colores, las texturas, las secuencias y disposiciones de espacios, la forma de introducir la luz en las diferentes estancias de la casa, de tamizarla, siempre generando sensaciones y eso unido a determinados colores compositivamente colocados para dar espacios brillantes.
En planta su disposición hace que se vayan descubriendo poco a poco los espacios a través de filtros de luz y silencio. Dentro de esta arquitectura de sensaciones, el recorrido a esta casa comienza con una entrada muy sencilla, un pasillo nos conduce y se amplia, a continuación puede notarse la escalera sin barandal que pareciese que levita, ascendiendo por el efecto de la luz cenital. Esta escalera conduce hacia un corredor invadido por una luz amarilla que se filtra por una serie de aberturas verticales con vidrios de color ónix, al final de la cual se da paso a través de una puerta a un espacio austero que contiene una pequeña alberca, una rústica mesa de comedor, sus sillas y un aparador, mientras un muro rojo sujeta el tragaluz y baña la piscina, el resto es solo luz. 
La piscina-estancia-comedor se convierte en el espacio central de la casa, un sitio donde el piso es interrumpido en un paso cubierto de silencios; entre lo sólido y lo líquido.  La estancia-comedor se instala a orilla de la alberca, y es ahí donde un muro de color rosa, que sale de la propia alberca, interactúa con las geometrías producidas por la luz cenital que va transformando el espacio a lo largo del día.